# De zonderlinge telefoon
De zonderlinge telefoon is een hoorspel van Christian Bock. Das sonderbare Telefon werd op 12 augustus 1952 door de Südwestfunk uitgezonden. Leo Monnickendam vertaalde het en de AVRO bracht het op maandag 21 februari 1955, van 21.55 uur tot 22.50 uur. De regisseur was Dick van Putten.

## Rolbezetting
- Huib Orizand (Lüdemann)
- Enny Mols-de Leeuwe (Martha, z’n vrouw)
- John de Freese (Classens)
- Tine Medema (mevrouw Classens)
- Jo Vischer sr. (een telefoonbeambte)
- Hetty Berger (een verkoopster)
- Rien van Noppen (meneer Seifert)
- Peter Aryans (een hoofdredacteur)
- Nico de Jong (een belastingdirecteur)
- Han König (een belastinginspecteur)
- Paul van der Lek (Dr. Sass)
- Daan van Ollefen (een staatssecretaris)

## Inhoud
Dit verhaal begint met een "catastrofe": de telefoon van de Lüdemanns werkt niet meer. Wat nu? Je bent gewoon geen mens zonder telefoon! Maar de Lüdemanns herinneren zich, dat er nog een heel oud toestel op zolder staat, zo’n ding met een nikkelen haak. Misschien doet die oude kast het nog? En of het werkt! Het mechanisme ervan bevat namelijk een hoogst opwindend geheim: deze telefoon heeft de eigenschap, niet het gesproken woord over te brengen, maar steeds enkel de gedachten van de gesprekspartners, waardoor hij zorgt voor allerlei amusante en groteske situaties…